# Somnis de joventut
 Somnis de joventut (títol original en anglès:Alice Adams) és una pel·lícula estatunidenca dirigida per George Stevens, estrenada el 1935 i doblada al català. Està basada en una novel·la de Booth Tarkington que, el 1922, va guanyar el Premi Pulitzer. També és la nova versió d'una versió anterior, Alice Adams, el 1923, protagonitzada per Florence Vidor i dirigida per Rowland V. Lee.

## Argument
En una família de classe mitjana-baixa, el pare i el fill estan contents de treballar en una botiga, però la mare i la filla intenten tots els estratagemes per intentar pujar socialment. Quan la filla coneix l'home dels seus somnis, la mare arrossega el pare cap a un perillós negoci i planeja impressionar el noi amb un sopar.

## Producció
La pel·lícula va ser produïda per Pandro S.Berman per RKO Radio Pictures des del 22 de maig de 1935 fins al 3 juliol de 1935. Va ser rodada a la RKO Encino Ranch del Balboa Boulevard i al bulevard Burbank a Encino.

## Distribució
Distribuïda per la RKO Radio Pictures, la pel·lícula va ser presentada per primera vegada a Nova York el 15 d'agost, i va ser estrenada en algunes sales el 23 d'agost de 1935. A la costa oest, es va estrenar el 16 d'octubre de 1935 a Los Angeles.

## Repartiment
- Katharine Hepburn: Alice Adams
- Fred MacMurray: Arthur Russell
- Fred Stone: Virgil Adams
- Evelyn Venable: Mildred 'Georgette' Palmer
- Frank Albertson: Walter Adams
- Ann Shoemaker: Sra. Adams
- Charley Grapewin: J. A. Lamb
- Grady Sutton: Frank Dowling
- Hedda Hopper: Sra. Palmer
- Jonathan Hale: M. Palmer
- Hattie McDaniel: Malena Burns
- Walter Brennan

## Nominacions
- 1936. Oscar a la millor actriu per Katharine Hepburn
- 1936. Oscar a la millor pel·lícula